# Christopher Gustavus Memminger

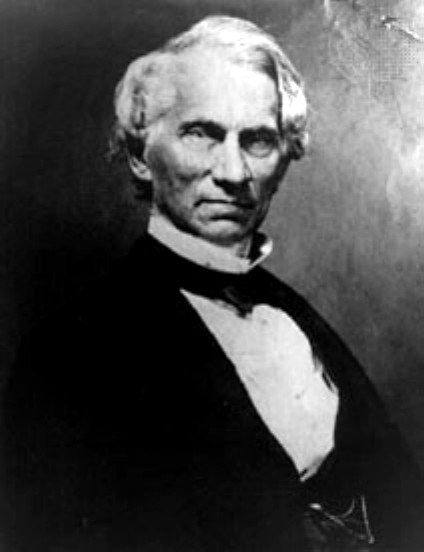
Christopher Memminger

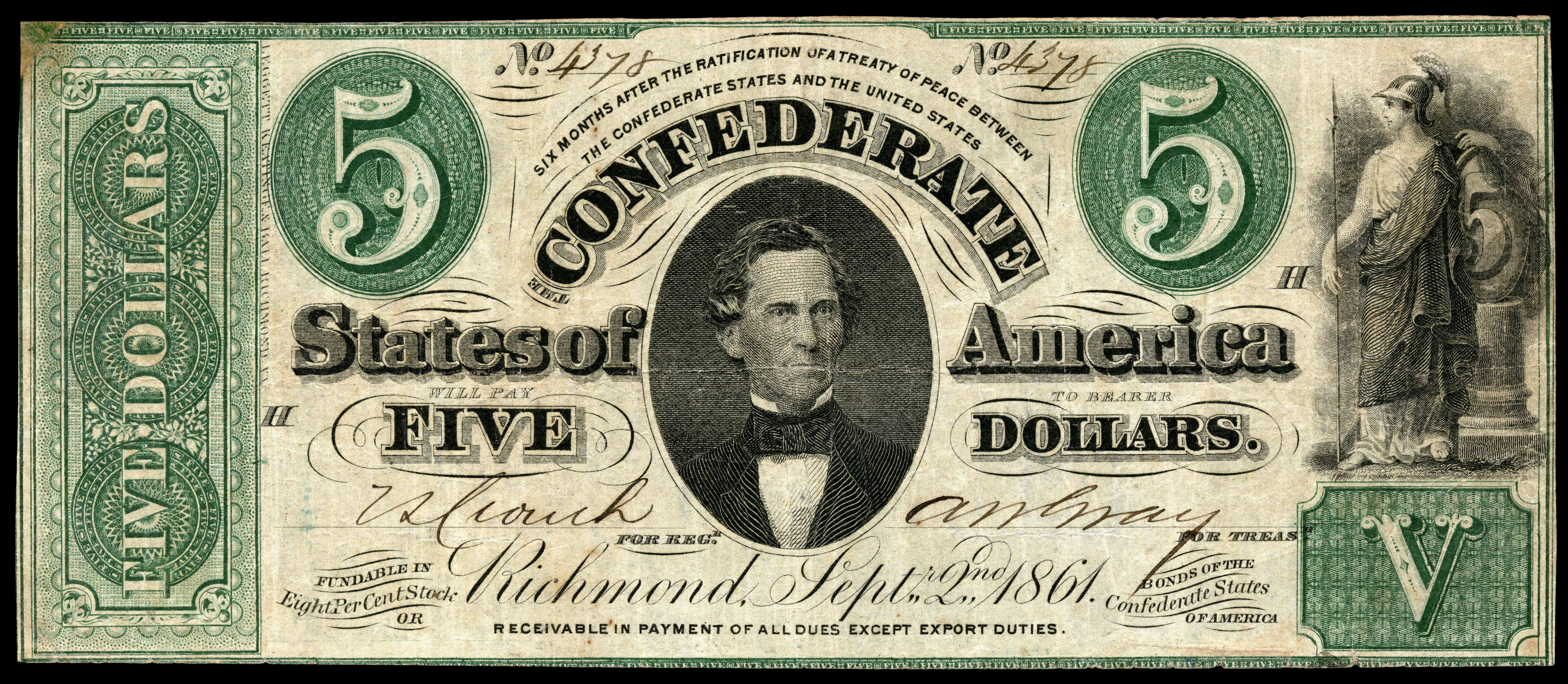
5 C$ Banknote (1862) mit dem Porträt von Memminger

Christopher Gustavus Memminger (* 7. oder 9. Januar 1803 in Vaihingen an der Enz, Württemberg, Deutschland; † 7. März 1888 in Charleston, South Carolina) war konföderierter Offizier und Politiker. Sein Bild fand sich auch auf einer konföderierten 5-Dollar-Note.

## Herkunft und Werdegang
Er war der Sohn von Christopher Gottfried und Eberhardina (Kohler) Memminger und kam schon als Kind in die USA. Sein Vater war Offizier in der württembergischen Armee und fiel in einem Gefecht nur einen Monat nach seiner Geburt. Seine Mutter starb nach der Einwanderung in die USA, als er vier war (1807), und ließ ihn in einem Waisenhaus in Charleston, South Carolina zurück. Im Alter von elf Jahren (1814) wurde er von dem späteren Gouverneur von South Carolina (1820–1822) Thomas Bennett adoptiert. Sein sozialer Stand und seine Ansichten wurden weitgehend von seiner Adoptivfamilie geprägt, und so rechtfertigte er die Sklaverei. Er machte seinen Abschluss als zweiter in seiner Klasse im Jahre 1819 am South Carolina College und wurde 1824 als Anwalt zugelassen. Im selben Jahr wurde er amerikanischer Staatsbürger. 1832 heiratete er Mary Wilkinson. Aus dieser Ehe gingen elf Kinder hervor. Nach ihrem Tod heiratete er 1878 ihre Schwester Sarah A. Wilkinson. Er wurde ein erfolgreicher Anwalt in Charleston, SC und half der Stadt, das umfassendste System für öffentliche Schulen im Land zu entwickeln.

## Politische Laufbahn
Als Gegner der Nullifikation war Memminger von 1836 bis 1852 und von 1854 bis 1860 in das Unterhaus des Parlaments von South Carolina gewählt worden. Zwanzig Jahre lang war er Vorsitzender des Ausschusses für Mittel und Wege in diesem Haus. 1855 diente er im Komitee für eine freie Schule in Charleston. Er war 1852 ein unionistischer Delegierter auf der Versammlung für Südstaatenrechte. Nachdem er 1860 als Abgesandter South Carolinas fungierte, der versuchen sollte, Virginia zur Sezession zu bewegen, war er Delegierter auf der Sezessionsversammlung von South Carolina, auf der er die Sezession befürwortete.

## Sezessionszeit
Memminger wurde in den provisorischen konföderierten Kongress gewählt, wo er im Ausschuss für wirtschaftliche Angelegenheiten und als Vorsitzender in dem Ausschuss saß, der die provisorische Verfassung entwerfen sollte. Jefferson Davis, der Präsident der Konföderierten Staaten von Amerika (CSA), ernannte ihn auf Vorschlag von Robert Woodward Barnwell am 25. Februar 1861 zum Finanzminister, ein Posten, den er bis zum 15. Juni 1864 behielt, als er zurücktrat, weil er keinen Weg sah, die konföderierten Finanzprobleme zu lösen. Seine nüchterne Art beleidigte viele Politiker, aber seine Beziehung zum Präsidenten war ausgezeichnet. Er war sich der Notwendigkeit bewusst, die Finanzen zu konsolidieren. Aber der Versuch, die Inflationsrate durch Anleihen, schwindende Rohstoffe, die Konfiszierung des Goldes der US-Münzanstalt in New Orleans, Louisiana und wertlose Wertpapiere zu senken, war erfolglos. Durch die geringe Unterstützung durch den Kongress der CSA schlugen auch seine Besteuerungspläne fehl. Der Versuch, Anleihen im Ausland abzusetzen, scheiterte an den Forderungen des konföderierten Militärs. Nach seinem Rücktritt kehrte er wieder nach North Carolina zurück und leistete fortan keine weiteren Dienste für die Konföderierten mehr.

## Nachkriegszeit
1867 erreichte er eine Begnadigung und kehrte zurück in seine Anwaltspraxis in Charleston, SC. 1868 gründete er eine Gesellschaft, die Schwefelsäure herstellte. Auch fuhr er fort, das öffentliche Schulsystem zu entwickeln. Er starb in Charleston, SC, am 7. März 1888 und wurde auf dem Friedhof der Sankt Johannes' des Täufers erste Mission der Episkopalen Kirche (St. John's of the Wilderness First Mission of the Episcopal Church) beerdigt.